# Hrvatska udruga logoraša Domovinskog rata u BiH
Hrvatska udruga logoraša Domovinskog rata u Bosni i Hercegovini utemeljena je 1998. godine i upisana u Registar kod Federalnog ministarstva pravde u Sarajevu. Udruga okuplja više tisuća hrvatskih branitelja i civila koji su bili žrtve surovih i nečovječnih postupaka u brojnim logorima diljem Bosne i Hercegovine, Srbije i Crne Gore, osnivanih od strane vlasti navedenih zemalja te paradržava u službi velikosrpske agresije - Republike Srpske i t.zv. Republike Srpske Krajine. Logori su uz pomoć policijskih (milicijskih) snaga i civilnih struktura održavani od strane vojnih i paravojnih formacija navedenih (para)država: Jugoslavenske narodne armije, Armije BiH, Vojske Republike Srpske, Srpske Vojske Krajine, četnika i mudžahedina. 

## Organizacija i ciljevi
Temeljni programski ciljevi i zadaci Udruge utvrđeni su Statutom  Arhivirana inačica izvorne stranice od 23. siječnja 2012. (Wayback Machine). Postupak učlanjenja u Udrugu uređen je pravilnikom o utvrđivanju statusa logoraša  Arhivirana inačica izvorne stranice od 23. siječnja 2012. (Wayback Machine). Predsjednik udruge je Mirko Zelenika, koji je tijekom Domovinskog rata zarobljen od pripadnika Armije BiH i boravio u tri muslimanska logora i to: Crkva Svih Svetih u Donjoj Drežnici, Mostar, u Donjoj Jablanici na lokalitetu Rogića kuće u trapu i štali, te u Spomen muzeju „Bitka za ranjenike na Neretvi“ u Jablanici.

## Unutarnje poveznice
- Hrvatsko društvo logoraša srpskih koncentracijskih logora

- Logor Čelebići
- Logor Keraterm
- Logor Manjača
- Koncentracijski logor Omarska
- Logor Trnopolje
- Logor Bugojno
- Logor Pelagićevo, Bosanski Šamac

## Vanjske poveznice
Hrvatska udruga logoraša Domovinskog rata u BiH